# Anatolij Zubrycki
Anatolij Fedorowycz Zubrycki, ukr. Анатолій Федорович Зубрицький, ros. Анатолий Фёдорович Зубрицкий, Anatolij Fiodorowicz Zubricki (ur. 20 listopada 1920 w Odessie, zm. 17 lutego 2005 tamże) – ukraiński piłkarz, grający na pozycji bramkarza, trener piłkarski.

## Kariera piłkarska
W 1934 rozpoczął karierę piłkarską w drużynie piłkarskiej Pałacu Pionierów Odessa. Pierwsze lata kariery spędził w lokalnych drużynach z Odessy. W 1939 zadebiutował w rozgrywkach pierwszoligowych jako golkiper walczącego o utrzymanie Dynama Odessa. W kolejnym sezonie pozostał w drużynie, wówczas występującej już jako Piszczewik. Wiosną 1941 odbywał służbę w szeregach Armii Czerwonej i grał w odeskiej drużynie wojskowej. Po ataku Niemiec na ZSRR w czerwcu 1941 brał udział w walkach, a następnie dostał się do niewoli. Po ucieczce z kolumny jeńców dostał się do rodzinnego miasta, będącego pod niemiecką i rumuńską okupacją. Znalazł miejsce w przyfabrycznej drużynie Gloria-Ford złożonej z byłych piłkarzy, która występowała w towarzyskich spotkaniach z zespołami lokalnymi oraz drużynami rumuńskimi. Po wyzwoleniu Odessy w 1944 wyjechał do Kijowa, gdzie został zawodnikiem miejscowego Dynama. Przez kolejne jako pierwszy bramkarz kijowskiego klubu występował w radzieckiej ekstraklasie, ale nie odniósł większych sukcesów. Na początku lat 50. z powodu kontuzji stracił miejsce w bramce na rzecz młodszych konkurentów. Po sezonie spędzonym w Lokomotiwie Moskwa przeniósł się do Kiszyniowa, gdzie w miejscowym Buriewiestniku zakończył karierę.

## Kariera trenerska
Jeszcze jako piłkarz uzyskał uprawnienia trenerskie i po zakończeniu kariery piłkarskiej zajął się pracą szkoleniową. Prowadzone przez niego drużyny występowały głównie w niższych klasach rozgrywkowych. Prowadził wyłącznie ekipy z Ukraińskiej SRR. Największym awansem zawodowym było zatrudnienie w pierwszoligowym Dynamie Kijów, gdzie spędził jednak tylko kilka miesięcy w sezonie 1963. Do pracy w radzieckiej ekstraklasie powrócił dopiero w 1977 obejmując po raz trzeci w karierze stanowisko trenera Czernomorca Odessa.
W kolejnych latach poświęcił się pracy w młodzieżowej szkole piłkarskiej Czernomorca i działalności w odeskim stowarzyszeniu piłki nożnej. Pod jego opieką pierwsze kroki w futbolu stawiali znani później zawodnicy, m.in. Ihor Biełanow, Jurij Nikiforow i Ilja Cymbalar.

## Sukcesy i odznaczenia

### Odznaczenia
- tytuł Mistrza Sportu ZSRR: 1948
- tytuł Zasłużonego Trenera Ukraińskiej SRR: 1970